# BazEkon
BazEkon – baza danych współtworzona w ramach Konsorcjum, przez 6 uczelnianych ośrodków bibliotecznych: Bibliotekę Główną Uniwersytetu Ekonomicznego w Krakowie, Bibliotekę Główną Uniwersytetu Ekonomicznego we Wrocławiu, Bibliotekę Główną Uniwersytetu Ekonomicznego w Poznaniu, Bibliotekę Szkoły Głównej Handlowej w Warszawie, Bibliotekę Główną Uniwersytetu Ekonomicznego w Katowicach oraz Biblioteki Wydziałowe Uniwersytetu Szczecińskiego zawierająca abstrakty lub pełne artykuły naukowe o tematyce ekonomicznej i tematach pokrewnych.
Baza udostępnia także nakładkę – program bibliometryczny Cytowania w BazEkon, który przetwarza zarejestrowane w niej przypisy literaturowe artykułów. Program oblicza indeks Hirscha i liczbę cytowań dla występujących w tych przypisach autorów i czasopism.